# Lars Eidinger
Lars Eidinger /laʁs ˈaɪ̯dɪŋɐ/, né le 21 janvier 1976 à Berlin-Ouest, est un acteur allemand. Il se fait d'abord un nom au théâtre en tant que membre de la Schaubühne pendant de nombreuses années, puis se fait également connaître au cinéma avec son rôle dans le film de Maren Ade Alle Anderen (2009).

## Biographie

### Formation et débuts au théâtre
Lars Eidinger naît à Berlin d'une mère infirmière et d'un père ingénieur. C'est là qu'il grandit avec son frère et qu'il fréquente la Gustav-Heinemann-Oberschule (de) de Berlin-Marienfelde. Enfant, il exprime déjà le souhait de devenir comédien. À 10 ans, il joue dans la série radiophonique Bibi, nom d'une sorcière, puis connaît dans les années 1980 ses premières expériences professionnelles en tant qu'interprète de l'émission pour enfants de la SFB Moskito (de). Au lycée, il se distingue en sport et au club de théâtre, où il apparaît avec succès dans des mises en scène de Woyzeck et de La Résistible Ascension d'Arturo Ui. « Je voulais toujours être le premier, le meilleur… Pourtant j'étais aussi toujours le clown, celui qui voulait voir les gens rire. C'était seulement à partir de ce moment que j'étais heureux ».
De 1995 à 1999, il suit une formation de comédien dans sa ville natale à l'Académie des arts dramatiques Ernst Busch en compagnie de Devid Striesow, Nina Hoss et Fritzi Haberlandt. Même pendant sa formation, les contrats en tant qu'invité se poursuivent au Deutsches Theater et dans des théâtres plus petits, où il se produit dans des mises en scène de Jürgen Gosch et Wolfgang Engel (de). Déjà pendant la période à l'académie de théâtre, il rêve d'un engagement à la Schaubühne de Berlin, car le style de Thomas Ostermeier et le théâtre contemporain le fascinent. En 2000, il rejoint l'ensemble de la Schaubühne, après avoir convaincu un an auparavant lors de son audition en interprétant Franz Moor des Brigands de Friedrich Schiller. Il commence avec un premier rôle dans Das Kontingent de Soeren Vomia (2000) à la Schaubühne. Bien qu'ignoré à ses débuts en tant qu'acteur par Ostermeier et devant décliner des propositions de rôles dans des films en raison d'obligations contractuelles, il devient dans les années suivantes l'un des interprètes du théâtre les plus marquants.
À cette période, il joue dans presque toutes les mises en scène d'Ostermeier et de Christina Paulhofer (de). Entre autres, son interprétation du docteur Rank, bisexuel et atteint du SIDA, dans la maison de poupée d'Ibsen (2002 et 2004), son entrée en scène nu dans le rôle du cynique Hippolyte dans L'Amour de Phèdre de Sarah Kane aux côtés de Corinna Harfouch (2003), et le rôle-titre masculin dans Troïlus et Cressida de William Shakespeare (2005), lui valent les éloges de la critique. À l'automne 2005, il joue dans le Hedda Gabler d'Ibsen le rôle du scientifique nerveux et sans volonté Jörgen Tesmann aux côtés de Katharina Schüttler, et fait sensation un an plus tard avec un strip-tease lascif dans la scène d'ouverture de l'adaptation du Songe d'une nuit d'été de Shakespeare mis en scène par Ostermeier et Constanza Macras (2006). Suit le rôle-titre dans Der Häßliche de Marius von Mayenburg (2007) et en 2008, il joue dans le Hamlet d'Ostermeier, qu'il interprète comme un breakdancer lors de la tournée au Hellenic Festival d'Athènes, en Avignon, en Australie et à la Schaubühne.
Début décembre 2008, il fait ses débuts comme metteur en scène au studio de la Schaubühne, où il monte Les Brigands de Schiller avec des élèves de l'Académie Ernst Busch, et obtient pour cette pièce une invitation pour le festival de théâtre Radikal jung. La réaction des critiques est variable. Tandis que les uns parlent d'une mise en scène « animée », « à voir », mais qui manquerait au bout du compte d'une pensée claire et d'un sens de l'ordre, d'autres y voient « une étude de Schiller foncièrement sérieuse, sage et aux couleurs criardes seulement en surface ». Le comédien lui-même se voit comme un marionnettiste. « Je veux toujours jouer en ayant conscience que j'ai un personnage entre les mains, que je fais bouger », dit Eidinger, qui dans les interviews et dans un livre paru en 2011 (EIDINGER) parle aussi de sa peur de l'échec : « quand je joue, je me sens sans défense en face des gens qui me regardent. Bien sûr j'ai peur aussi. Peur de l'échec, peur de ne pas plaire. Mais à côté de cette peur, il y a aussi le plaisir de se révéler, de se montrer. Il y a cet écart extrême entre la peur de l'échec et le fantasme de toute-puissance. Quand tout va bien, tout semble soudain possible. C'est comme quand on est ivre. Et alors je pense que je suis le plus grand comédien du monde ».
En 2009, il obtient un succès avec son rôle de Stanley Kowalski dans la mise en scène de Benedict Andrews d'Un tramway nommé Désir de Tennessee Williams, et le Tagesspiegel souligne son talent de « laisser apparaître les défauts du personnage sans prendre ses distances par rapport au public ». Thomas Ostermeier lui atteste « une confiance en soi et l'absence totale de peur de tomber dans le gênant ou l'invraisemblable ». De son propre aveu, Eidinger cherche aussi à travers le travail le point où il perd le contrôle de lui-même : « les moments où un effort physique provoque la sensation que tout se passe tout seul, je les savoure complètement », déclare-t-il au Berliner Morgenpost, qui intitule un portrait qu'il lui consacre en 2011 « l'homme de la démesure ».
En 2011, dans le cadre du Festival Internationale Neue Dramatik organisé par la Schaubühne, il travaille avec le metteur en scène argentin Rodrigo García sur son texte « Soll mir lieber Goya den Schlaf rauben als irgendein anderes Arschloch » (traduction : Je préfère que ce soit Goya qui me vole le sommeil plutôt que n'importe quel autre connard). Il s'agit du monologue d'un père qui fait dire à ses deux fils des réponses élaborées à ses désirs.
En août 2011, il fait ses débuts dans le rôle d'Angelo dans Mesure pour mesure de Shakespeare dans le cadre du Festival de Salzbourg au Salzburger Landestheater. Le Frankfurter Allgemeine Zeitung écrit : « [...] Angelo, que le génial Lars Eidinger donne moins comme un épouvantable vicieux que comme un responsable à la dérive ».
En 2013, il met en scène Roméo et Juliette de William Shakespeare.

### Le cinéma et la télévision
En parallèle à sa carrière théâtrale, Eidinger travaille d'abord de manière plutôt sporadique pour le cinéma et la télévision. En 2003, il fait une apparition dans la série Berlin, Berlin, après quoi suivent des rôles plus importants dans les courts métrages Ketchup Connection (2005) et Deutschland deine Lieder (2007). Il fait ses débuts au cinéma en 2007 avec un second rôle dans After Effect de Stephan Geene. Après d'autres petits rôles à la télévision allemande (Der Dicke (de) en 2005, Notruf Hafenkante (de) en 2007, Minibar en 2008) et une apparition au cinéma dans Torpedo de Helene Hegemann (récompensé au Festival Max Ophüls), il est considéré en 2009 comme un acteur de cinéma à part entière.
Dans le film Alle anderen de Maren Ade, il forme avec Birgit Minichmayr un jeune couple allemand dont la relation menace de s'effondrer lors d'un séjour en Italie, après qu'une conversation avec un autre couple ait remis en question leurs projets de vie et la répartition des rôles dans le couple. La première a lieu lors du 59e Festival du film de Berlin, où le film reçoit les éloges de la critique et obtient deux Ours d'argent. La même année, on peut voir Eidinger aux côtés de Fritzi Haberlandt dans l'épisode de Polizeiruf 110 « Die armen Kinder von Schwerin », dans lequel il joue un père de famille et homme de main de la mafia russe suspecté de meurtre, qui gagne sa vie en volant de la ferraille et des tubes de cuivre.
Il apparaît en 2010 dans la série documentaire Durch die Nacht mit... (de) en compagnie de Oda Jaune, mais retrouve Ostermeier quelques mois plus tard avec Démons de Lars Norén, une pièce qui met en scène deux couples différents dans laquelle il joue aux côtés de Brigitte Hobmeier (de), Tilman Strauß (de) et Eva Meckbach (de). Son rôle de fils à maman complexé et cynique lui vaut des critiques mitigées. Tandis que le Tageszeitung fait remarquer la similitude avec le personnage de Alle Anderen et parle d'une « copie invraisemblable de ce prototype », Die Welt le consacre comme le maître virtuose de la « terreur du conjoint qui s'en prend à toi ». La même année, il apparaît dans des rôles principaux à la télévision : dans le drame de Stefan Kornatz (de) Verhältnisse avec Devid Striesow et Nicolette Krebitz, puis à nouveau dans la série Polizeiruf 110 (épisode : « Zapfenstreich »), ainsi qu'en meurtrier doux et sadique aux côtés de Ulrike Folkerts dans le Tatort qui se déroule à Ludwigshafen (Hauch des Todes (de)). Il réendosse un rôle de méchant dans Tatort en 2012 dans la suite Borowski und der stille Gast (de), qui se déroule à Kiel.
Le 14 février 2012 a lieu la première du film Un week-end en famille de Hans-Christian Schmid lors de la 62e Berlinale, dans lequel Eidinger joue le rôle principal de Marko, et qui traite d'une réunion de famille entre un couple de parents et leurs enfants adultes, qui vont être confrontés aux vérités non dites.
En dehors de l'Allemagne, Eidinger joue Quadfrey dans le film de Peter Greenaway Goltzius et la Compagnie du Pélican (2012), et dans la suite Sunflower de la série télé britannique Foyle’s War, où il joue un ancien officier SS (2013).
En février 2016 il fait partie du jury international des longs-métrages lors du 66e Festival de Berlin, présidé par la comédienne américaine Meryl Streep.
Depuis 2017, il joue le rôle d’Alfred Nyssen dans la série allemande Babylon Berlin.

### Musicien et vie privée
À côté de sa carrière de comédien, il est maître de conférences à l'Académie des arts dramatiques Ernst Busch de Berlin. Par ailleurs, il travaille régulièrement en tant que musicien et DJ et organise à la Schaubühne des fêtes sous le thème « Autistic Disco ». En 1998, il publie un titre sous le sous-label Studio 54 du label berlinois !K7 et deux de ses morceaux sont présents un an plus tard dans la compilation Fragments du label berlinois no.nine. En 1999, il produit la musique pour le documentaire arte de Ernst-August Zurborn (de) Die Mörder des Herrn Müller ainsi que pour les mises en scène d'Ostermeier de Une maison de poupée, L'Ange exterminateur et Trauer muss Elektra tragen.
Lars Eidinger est marié avec la chanteuse d'opéra Ulrike Eidinger, avec qui il a une fille. Il vit avec sa famille à Berlin-Charlottenburg.

## Pièces de théâtre à la Schaubühne

### En tant qu'acteur (liste non exhaustive)[9]
- 2000 : Albert dans Eine Unbekannte aus der Seine de Ödön von Horváth (mise en scène : Barbara Frey)
- 2000 : Bastian Mole dans Herr Kolpert de David Gieselmann (mise en scène : Marius von Mayenburg, Wulf Twiehaus)
- 2001 : Frank dans Push Up 1-3 de Roland Schimmelpfennig
- 2002 : Bill dans Goldene Zeiten de Richard Dresser (mise en scène : Thomas Ostermeier)
- 2002 : Malcolm dans Macbeth de William Shakespeare (mise en scène : Christina Paulhofer)
- 2002 : Doktor Rank dans Nora d'Henrik Ibsen (mise en scène : Thomas Ostermeier)
- 2003 : Hippolyte dans L'amour de Phèdre de Sarah Kane (mise en scène : Christina Paulhofer)
- 2003 : Clemens Hacke dans Der Würgeengel de Karst Woudstra (mise en scène : Thomas Ostermeier)
- 2004 : Graham dans Gesäubert de Sarah Kane (mise en scène : Benedict Andrews)
- 2004 : Alwa Schöning dans Lulu de Frank Wedekind (mise en scène : Thomas Ostermeier)
- 2005 : Die Dummheit de Rafael Spregelburd (mise en scène : Tom Kühnel)
- 2005 : Jørgen Tesman dans Hedda Gabler d'Henrik Ibsen (mise en scène : Thomas Ostermeier)
- 2006 : Le songe d'une nuit d'été adapté librement d'après William Shakespeare (mise en scène/chorégraphie : Thomas Ostermeier, Constanza Macras)
- 2007 : Lette dans Der Häßliche de Marius von Mayenburg (mise en scène : Benedict Andrews)
- 2008 : Hamlet dans Hamlet de William Shakespeare (mise en scène : Thomas Ostermeier)
- 2008 : mise en scène des Brigands de Friedrich Schiller
- 2009 : Stanley Kowalski dans Un tramway nommé Désir de Tennessee Williams (mise en scène : Benedict Andrews)
- 2009 : Was kann eine gute stehende Schaubühne eigentlich wirken? partie 1 (réalisation : Patrick Wengenroth)
- 2010 : Frank dans Dämonen de Lars Norén (mise en scène : Thomas Ostermeier)
- 2010 : Alceste dans Le Misanthrope de Molière (mise en scène : Ivo van Hove)
- 2011 : Je préfère que ce soit Goya qui m'empêche de fermer l'œil plutôt que n'importe quel enfoiré de Rodrigo García
- 2011 : Angelo dans Mesure pour mesure de William Shakespeare (mise en scène : Thomas Ostermeier)
- 2013 : Tartuffe dans Tartuffe de Molière (mise en scène : Michael Thalheimer)
- 2015 : Richard III dans Richard III de William Shakespeare (mise en scène : Thomas Ostermeier)

### En tant que metteur en scène
- 2008 : Les Brigands de Friedrich Schiller
- 2013 : Roméo et Juliette de William Shakespeare

## Filmographie

### Cinéma
- 2005 : See You At Regis Debray de C.S. Leigh : Andreas Baader
- 2005 : Ketchup Connection de Moritz Laube (court métrage) : Carlo
- 2007 : Deutschland deine Lieder de Daniel Lang (court métrage) : Felix
- 2007 : After Effect (de) de Stephan Geene : Karsten Starel
- 2008 : Torpedo de Helene Hegemann (court métrage)
- 2009 : Everyone Else (Alle anderen) de Maren Ade : Chris
- 2009 : Wanna Be de Christina Ebelt (court métrage) : Henning
- 2010 : Schurkenstück de Torsten C. Fischer : Georg Hellinger[11]
- 2011 : Video Nasty de Jörg Buttgereit
- 2011 : Hell de Tim Fehlbaum : Philip
- 2011 : Tabu – Es ist die Seele ein Fremdes auf Erden de Christoph Stark : Georg Trakl
- 2011 : Code Blue de Urszula Antoniak : Konrad
- 2011 : Une fenêtre sur l'été (Fenster zum Sommer) de Hendrik Handloekten : Philipp Hobrecht
- 2012 : Un week-end en famille (Was bleibt) de Hans-Christian Schmid : Marko Heidtmann
- 2012 : Goltzius et la Compagnie du Pélican (Goltzius and the Pelican Company) de Peter Greenaway : Quadfrey
- 2014 : Sils Maria d'Olivier Assayas : Klaus Diesterweg
- 2015 : Dora ou les névroses sexuelles de ses parents (Dora oder Die sexuellen Neurosen unserer Eltern) de Stina Werenfels : Peter
- 2015 : L'Origine de la violence d'Élie Chouraqui : Dr Erich Wagner
- 2015 : Vierge sous serment (Vegine giurata) de Laura Bispuri : Bernhardt
- 2015 : Elixir de Brodie Higgs : Jacques
- 2015 : Trouble-fête (Familienfest) de Lars Kraume : Max
- 2016 : Personal Shopper d'Olivier Assayas : Ingo
- 2017 : Matilda d'Alexei Uchitel : Nicolas II, Tsar de Russie
- 2017 : Maryline de Guillaume Gallienne : Ilan Kafman
- 2018 : High Life de Claire Denis : Chandra
- 2018 : L'Inciseur (Abgeschnitten) de Christian Alvart : Jan Erik Sadler
- 2018 : 25 km/h de Markus Goller : Christian
- 2019 : Proxima de Alice Winocour : Thomas, ex-conjoint de Sarah
- 2019 : Dumbo de Tim Burton : Brugelbecker
- 2020 : Les Leçons persanes (Persischstunden) de Vadim Perelman : Klaus Koch
- 2020 : Petite Sœur (Schwesterlein) de Stéphanie Chuat et Véronique Reymond : Sven
- 2021 : A bout portant (Nahschuss) de Franziska Stünkel : Franz Walter
- 2022 : A propos de Joan de Laurent Larivière : Tim Ardenne
- 2022 : White Noise de Noah Baumbach : M. Grey
- 2024 : Sterben de Matthias Glasner : Tom

### Télévision
- 2003 : Berlin, Berlin de Sven Unterwaldt Jr. (série) : un étudiant
- 2007 : Der Dicke – Angstpartie de Nils Willbrandt (série) : Uwe Fechner
- 2007 : Notruf Hafenkante - Auf Leben und Tod de Donald Kraemer (série) : Jürgen Borowski
- 2008 : Minibar de Remco Packbiers (téléfilm) : Werner
- 2009 : Morder auf Amrum de Markus Imboden (téléfilm) : l'homme
- 2009 : Polizeiruf 110 – Die armen Kinder von Schwerin de Christine Hartmann (téléfilm) : Kurt Ratgaus
- 2010 : Verhältnisse de Stefan Kornatz (téléfilm) : Daniel Baumann
- 2010 : Polizeiruf 110 – Zapfenstreich de Christoph Stark (téléfilm) : Lars Reiter
- 2010 : Tatort – Hauch des Todes de Lars Montag (téléfilm) : Daniel Tretschok
- 2012 : Tatort – Borowski und der stille Gast de Christian Alvart (téléfilm) : Kai Korthals
- 2013 : Grenzgang de Brigitte Bertele (téléfilm) : Thomas
- 2013 : Polizeiruf 110 – Der Tod macht Engel aus uns allen de Jan Bonny (téléfilm) : Almandine Winter
- 2013 : Foyle’s War – Sunflower de Andy Hay (série) : Karl Strasser
- 2013 : Du bist dran de Sylke Enders (téléfilm) : Peter
- 2013 : L'Affaire Beethoven de Ralf Pleger & Hedwig Schmutta (téléfilm) : Ludwig van Beethoven
- 2013 : Der Wagner-Clan. Eine Familiengeschichte de Christhiane Balthazar (téléfilm) : Siegfried Wagner
- 2014 : Der Prediger de Thomas Berger (téléfilm) : Jan-Josef Beissler
- 2017 : SS-GB de Len Deighton (série) : Dr Oskar Huth
- 2017 : Sense8 de Lana et Lilly Wachowski, saison 2 (série) : Sebastian Fuchs
- 2017-2022 : Babylon Berlin de Tom Tykwer, Hendrik Handloegten et Achim von Borries (série) : Alfred Nyssen
- 2020 : Playing God (téléfilm) de Lars Kraume : l'avocat Biegler
- 2021 : Ich und die Anderen (mini-série) de David Schalko : Monsieur Brandt
- 2021 : Faking Hitler, l'arnaque du siècle (Faking Hitler) (mini-série) : Gerd Heidemann
- 2022 : Irma Vep d'Olivier Assayas (série télévisée) : Gottfried
- 2023 : Toute la lumière que nous ne pouvons voir (mini-série) : Reinhold von Rumpel
- 2024 : Zeit Verbrechen (mini-série)
- 2024 : Kafka (mini-série) de David Schalko

## Distinctions
- 2009 : meilleur interprète principal pour Alle Anderen lors du Varna Love is Folly Film Festival[12]
- 2010 : nomination pour le prix de la télévision allemande dans la catégorie meilleur interprète pour Verhältnisse[13]
- 2012 : prix de la critique allemande dans la catégorie meilleur interprète pour Un week-end en famille et nomination pour Tabu – Es ist die Seele ein Fremdes auf Erden[14]
- 2013 : nomination pour le Deutschen Schauspielerpreis (prix des acteurs allemands) dans la catégorie meilleur second rôle masculin pour Tatort – Borowski und der stille Gast[15]
- 2013 : nomination pour le prix du film autrichien dans la catégorie meilleur interprète masculin pour Tabu – Es ist die Seele ein Fremdes auf Erden[16]
- 2013 : nomination pour le prix de la télévision allemande dans la catégorie meilleur interprète pour Polizeiruf 110 – Der Tod macht Engel aus uns allen[13]
- 2014 : Prix Adolf Grimme pour Grenzgang[17]